# Kulturforum DanAustria
Kulturforum DanAustria er en forening, stiftet i 1998, der har til formål at udføre, fremme og formidle den kulturelle udveksling mellem Østrig og Danmark. Formidlingen af de kulturelle og samfundsmæssige relationer mellem Østrig og Danmark forstås som et bidrag til den kulturelle integration i Europa. Foreningens virksomhed er almennyttig og ikke rettet på overskud. Dens medarbejdere er ulønnede. Foreningens arbejde finansieres gennem medlemskontingent, fondsstøtte og støtte til enkelte arrangementer. 
Foreningen har sæde i Wien.
Kulturforum DanAustria arbejder med et udvidet kulturbegreb, der ikke kun omfatter litteratur, musik og kunst, men ligeledes omfatter den økonomiske, samfundsmæssige og den politiske dimension.
Kulturforum DanAustria har en bred vifte af aktiviteter, som fx udstillinger og salgsudstillinger af dansk kunsthåndværk og design, foredrag, oplæsninger, koncerter, filmforevisninger, danskundervisning på flere niveauer og studiekreds af dansk litteratur. Foreningen udgiver medlemsbladet Lichtblicke.
Kulturforum DanAustria viderefører det arbejde, som tidligere Det Danske Kulturinstituts afdeling i Wien udførte indtil afdelingens nedlæggelse i 1998.

## Ekstern ressource
Kulturforum DanAustrias hjemmeside Arkiveret 14. marts 2008 hos  Wayback Machine